# Typehus
Et typehus er et ofte arkitekttegnet parcelhus, typisk i et plan, der er masseopført og således ikke unikke som specialtegnede huse er det. Mange af de parcelhuse, der opføres i Danmark er typehuse. Ofte opføres husene af byggefirmaer, der har specialiseret sig i typehuse.
I forhold til de specialtegnede huse er typehusene ofte billigere, ligesom byggetilladelsen ofte opnås hurtigere, idet tegninger og beregninger kan bruges igen når først de er udarbejdet.
Det var især op igennem 1960'erne at typehuse vandt gehør. I denne periode fik mange danskere økonomisk mulighed for at eje egen bolig, og med den hurtige planlægnings- og byggeproces kunne dette ske hurtigt og i stort antal. 
Typehuse i et plan er det mest almindelige parcelhus i Danmark, og er kendetegnet ved en rumfordeling omkring en pistolgang og med 25 graders tag.